# Porté disparu (Buck Danny)
Pour les articles homonymes, voir Porté disparu.
Porté disparu est la cinquante-deuxième histoire de la série Les Aventures de Buck Danny. Réalisée (scénario et dessins) par Francis Bergèse, elle est publiée pour la première fois dans le journal Spirou du no 3635 au no 3642, puis sous forme d'album en 2008.

## Résumé
Le général Scott, de l'U.S.A.F, venu du bureau des Opérations Spéciales du Pentagone, propose une mission au Colonel Buck Danny et à ses compagnons Sonny Tuckson, Tumbler, Cindy. Sous de fausses identités, ils se rendent en Afghanistan. Sous couvert d'appartenir à la Lowland Air Partnership, qui effectue le transport et la livraison d'aide humanitaire, ils doivent retrouver un agent de la C.I.A., Alan Jenkins. Ce dernier enquêtait, sous la même couverture, sur un trafic d'armes entre l'Afghanistan et l'Iran, puis a disparu. Sonny se lie d'amitié avec un des pilotes de la compagnie voisine, Mervin C. Huntley dit Emcy. Un appareil de transport de cette compagnie, un Buffalo, suscite l'intérêt de nos héros car Jenkins volait sur un de ces appareils.
Simulant une panne de moteur de leur avion, Buck arrive à se faire engager par le propriétaire du Buffalo, M. Chazni. Pendant que Tumbler et Cindy font semblant d'aller chercher un nouveau moteur à Karachi, Buck et Sonny s'envolent avec Abdul vers un aérodrome désaffecté où un chargement d'armes est embarqué. Là, Sonny retrouve Emcy qui a été blessé par balle après un atterrissage raté. Les abandonnant pour éviter d'éveiller les soupçons, Buck repart avec Abdul dans le Buffalo. Après le départ des Afghans de l'aérodrome, Sonny et Emcy remettent en état de vol un vieil Antonov An-2 abandonné. Après qu'ils ont décollé, Emcy dévoile à Sonny qu'il est en réalité Alan Jenkins.
Ils sont ensuite arraisonnés par des Harriers du Corps des Marines américains et conduits sur la base aérienne de Bagram, où leur atterrissage est mouvementé. De son côté Buck est pris en chasse par deux Tornados de la Force internationale d'assistance et de sécurité et forcé d'atterrir sur l'aéroport d'Hérat. Tout le monde est arrêté et envoyé à Kaboul pour y être jugé, Buck, Sonny et Emcy comme témoins.

## Contexte historique
Entre la chute des Talibans en 2001, et la Loya Jirga de 2003, l’Afghanistan a été appelé « État islamique transitoire d’Afghanistan » par les États-Unis et l’Union Européenne, lequel est dirigé par une administration intérimaire, puis par une administration transitoire. Depuis l’élaboration de sa nouvelle constitution, le pays est maintenant officiellement nommé « république islamique d’Afghanistan ».
En 2004, deux ans après l’intervention internationale, l’Afghanistan est redevenu le premier pays producteur mondial de pavot, utilisé pour produire l’opium et l’héroïne.
À partir de 2005, la situation s’aggrave. Les talibans, en parallèle ou avec des volontaires étrangers, s’infiltrent dans certaines régions. En août 2006, l’OTAN lance l'offensive nommée operation Medusa à l’ouest de Kandahar, mais après la perte d’un avion de surveillance avec quatorze militaires et plusieurs morts au sol notamment par tir ami, son commandant réclame des renforts. Sur les dix premiers mois de 2006, la guérilla et les combats ont fait plus de 3 000 morts en Afghanistan, alors que la production d’opium a augmenté de 60 % pendant l’année. La guerre d’Afghanistan est particulièrement liée au conflit armé du Nord-Ouest du Pakistan. L’instabilité politique provoquée par les talibans au Pakistan, pays pivot de l’action américaine (conquête du district de Buner par les talibans, à une centaine de kilomètres d’Islamabad, la capitale), remet en cause la perspective d’une victoire à court terme en Afghanistan. Toutefois, depuis avril-mai 2009, l’armée pakistanaise a multiplié ses offensives contre les talibans mais refuse de s’attaquer aux groupes talibans afghans basés au Waziristan du Nord.
Pendant la guerre d'Afghanistan (2001-2014), de nombreux Tornado allemands, britanniques puis italiens seront déployés dans la région, sous mandat de l'OTAN : 6 avions de reconnaissance allemands de 2007 à 2010 ainsi que 8 avions d'attaque anglais (renforcés par 2 appareils supplémentaires en 2010) de 2009 à 2014.

## Approximations
Planche 52-41A, case 2, le pilote Abdul est dessiné en train de se battre avec Buck avec deux mains droites.

## Avions
- Learjet C-21A
- Boeing 777
- Boeing 747
- Lockheed C-130 Hercules
- De Havilland Canada DHC-5 Buffalo
- Antonov An-24
- Antonov An-2
- McDonnell Douglas AV-8B Harrier II GR.7
- Panavia Tornado GR.4
- Grumman EA-6 Prowler

## Historique
Le tome 52 Porté disparu est aussi le dernier tome que scénarise et illustre Francis Bergèse. Il quitte cette série qu’il avait entamée aux côtés de J.M.Charlier avec le tome 41 : Mission Apocalypse en 1983.